# نيكولاي غريغوري
نيكولاي أدريان غريغوري (بالرومانية: Nicolae Grigore)‏, لاعب كرة قدم روماني يلعب في خط الوسط المحور وانتقل إلى الاتفاق في الانتقالات الصيفية 2013 قادما من رابيد بوخارست وذهب بعد الاتفاق في الانتقالات الصيفية 2014 إلى نادي أبولون ليماسول القبرصي وقد لعب ايضاَ لبراشوف الروماني ويعد نيكولاي من اللاعبين الممتازين في دقة التمرير و التسديدات القوية.

## روابط خارجية
- نيكولاي غريغوري على موقع قاعدة بيانات كرة القدم.إي يو (الإنجليزية)
- نيكولاي غريغوري على موقع ناشيونال فوتبول تيمز (الإنجليزية)
- نيكولاي غريغوري على موقع Soccerway.com (الإنجليزية)
- نيكولاي غريغوري على موقع عالم كرة القدم.نت (الإنجليزية)
- نيكولاي غريغوري على موقع AS.com (الإسبانية)